# SS Winfield Scott
SS Winfield Scott (рус. Уинфилд Скотт) — американский колёсный пароход, затонувший в 1853 году у острова Анакапа. Объект Национального реестра исторических мест США.

## История
Пароход был построен судостроительной компанией «Westervelt and MacKay» в Нью-Йорке. Строительство завершилось в 1850 году (март). Корабль получил своё название в честь американского военного деятеля, главнокомандующего армии США Уинфилда Скотта. На судне также был установлен позолоченный бюст генерала.
Первоначально «Уинфилд Скотт» перевозил пассажиров по маршруту между американскими городами Нью-Йорк и Новый Орлеан, благодаря данным рейсам судно получило определённую репутацию. После этого в 1851 году он начал курсировать по маршруту Нью-Йорк — Чагрес (Панама). 26 января 1852 отбыл из Нью-Йорка и через 21 день и 15 часов прибыл в Рио-де-Жанейро. 26 января пароход отплыл в направлении Вальпараисо (Чили) (на пути туда он обогнул остров Горн), затем через Панамский залив добрался до Панамы. Некоторые ожидавшие посадки считали, что судно прибудет 10 апреля, однако корабль пришёл почти на неделю позже. За это время некоторые из них остались без средств; после этого газеты Нью-Йорка подвергали критике покупку билетов у независимых перевозчиков. В пути от Панамы до Сан-Франциско вследствие тяжелых погодных условий (непогода и встречные ветра) на судне скончались двое человек. Однако за четыре дня до прибытия на корабле родился мальчик, получивший имя Уинфилд Скотт Данн. 28 апреля того же года пароход прибыл в Сан-Франциско. Таким образом, в пути он находился 48 дней 10 часов (быстрейшее зафиксированное время).
После этого «Уинфилд Скотт» стал популярным судном среди обслуживающих данный маршрут: к тому времени на нём перевозились скот и свиньи, благодаря чему пассажиры были обеспечены мясом, продавались напитки, на берегу закупались свежие овощи. Чаще всего судно бывало переполнено, некоторым из пассажиров приходилось спать в трюме или на койках, где были часты постоянный грохот, производимый механизмами и жар от котлов. Практически все страдали от морской болезни.

Больные пассажиры на койках заявляли, что им будет всё равно, сядет ли судно на мель, затонет или взорвется, настолько плохо они себя чувствовали. Через несколько дней морская болезнь отступала, и корабль казался более населённым - особенно во время приёмов пищипассажир Уильям Перкинс о первом рейсе до Панамы, Оригинальный текст (англ.)the sick passengers in their bunks declared they did not care if the vessel ran aground, sank, or blew up, they felt so sick. The sea-sickness abated a few days out and the ship appeared more populated-particularly at meal time

Колёсный пароход перевёз тысячи золотоискателей к Сан-Франциско. Между 1852 и 1853 годом он выполнял рейсы для пароходной компании Нью-Йорка и Сан-Франциско. В октябре первого года к нему присоединился позднее выкупленный другой компанией летом 1853 года пароход «Кортес» (планировалось, что к ним должны будут присоединиться ещё два судна). «Уинфилд Скотт» тогда же был выкуплен Тихоокеанской почтовой пароходной компанией (англ. Pacific Mail Steamship Company): его приобретение компенсировало потерю парохода «Теннеси», усилило так называемый Тихоокеанский почтовый флот (англ. Pacific Mail fleet), обладавший на тот момент слишком маленькими и старыми пароходами. Начиная с 20 июля 1853 года совершил несколько рейсов для данной компании.

### Гибель
1 декабря 1853 года колёсный пароход «Уинфилд Скотт» под командованием капитана Саймона Ф. Бланта (англ. Simon F. Blunt) отплыл в Панаму, на борту находилось золото общей стоимостью 801,871$, несколько тонн почты и несколько сотен (примерно 500) пассажиров, среди которых армейские офицеры. Вечером 2 декабря корабль вошёл в канал Санта-Барбара. Капитан, два года назад принимавший участие в обследовании побережных территорий Калифорнии, решил сократить путь, пройдя между островами Чаннел. Несмотря на то, что во время ужина опускался густой туман, Блант отдал приказ продолжать следовать по выбранному курсу. К 21:00 почти все находившиеся на борту разошлись спать; без их ведома пароход направился прямо к острову Анакапа, хотя капитан планировал пройти между Анакапой и островом Санта-Круз. Примерно в 11 часов, идя на полном ходу, корабль наскочил на скальный выступ у восточного побережья острова. После этого на палубе стали толпиться пассажиры, там же бегали успокаивавшие их пассажиры. Через пробоину хлынула вода, корма начала погружаться. Вслед за этим на «Уинфилде Скотте» поднялись крики: пароход накренился набок. Командующий судном отдал приказ покинуть корабль. Были розданы спасательные жилеты и спущена на воду лодка, целью которой было обнаружение безопасного места, где могли бы высадиться люди. К лодке кинулись несколько мужчин, однако капитану и офицерам удалось остановить их, держа под прицелом. В четыре оставшиеся спасательные шлюпки начали садиться пассажиры. В темноте виднелись разбивающиеся пенистые буруны и казавшийся поблизости поднимавшийся из воды практически перпендикулярно выступ скалы. Шлюпки направились к суше, и постепенно пароход опустел.
После рассвета люди обнаружили, что находятся на небольшой скале, а от острова их отделяет приблизительно 200 ярдов. При помощи шлюпок удалось переправиться на Анакапу. С частично затонувшего на тот момент судна была поднята провизия. Потерпевшие разбили лагерь и на следующий день получили от прибывшего на остров жителя близлежащего острова рыболовные принадлежности, после чего некоторые из переправившихся стали заниматься рыбалкой: выходили сменными командами. Одному из них удалось выстрелом из пистолета убить тюленя. Несмотря на занятия морским промыслом, распределялось продовольствие. С другой стороны, были грабежи и мародёрство, в частности, встречается упоминание о том, что пассажирами была выбрана так называемая «Комиссия по расследованиям», проведшая обыск и нашедшая большую часть имущества; кроме того, обнаружить удалось двух воров.
3 декабря утром Саймон Блант приял решение об отправке на материк, расстояние до которого составляло приблизительно 12 миль, лодки. Ей удалось прибыть в Санта-Барбару, где один из жителей, бывший агент Pacific Mail, за вознаграждение в 1000 долларов доставил депешу от капитана в Сан-Франциско. Однако некоторые из пострадавших были спасены раньше: в тот же день пароход «Калифорния», направлявшийся в Сан-Франциско, подобрал некоторых пассажиров, однако в силу своей загруженности не смог принять больше. С «Калифорнии» раздавались обещания прислать помощь. К «Уинфилду Скотту» отправились паровой буксир «Голиаф» и пароходы «Репаблик» и «Калифорния». 5 декабря к острову прибыл буксир, однако он лишь выгрузил на остров провизию и уплыл в 4 часа, никого не взяв на борт. Пострадавшие решили, что у них имеется достаточное количество провизии и что они будут дожидаться более крупного судна. Согласно сообщению в газете Alta California, «все пассажиры чувствовали себя хорошо и максимально комфортно. Судно находится в мелкой бухточке, носом к берегу. При хорошей погоде большая часть машинного оборудования, возможно, подлежит спасению. Существуют опасения, что при взрыве пароход расколется на две части и потонет». После отчаливания «Голиафа» к 9 декабря были исчерпаны запасы еды, однако на следующее утро близ острова раздался выстрел. Находившиеся там в ответ подожгли несколько куч морской травы и сделали в ответ выстрел из ружья. Это прибыл пароход «Калифорния», отправивший лодки за пассажирами (сам он находился на небольшой удалённости от берега), принявший на борт практически всех пассажиров и днём отчаливший в Панаму.
Экипаж, в том числе капитан, остался на острове ожидать пароход «Репаблик». 10 декабря к острову прибыл пароход «Саутернер». По сообщениям с последнего судна, на частично затонувшем корабле осталось много багажа и примерно половина почты. Капитан, отказавшись от идеи спасти «Уинфилд», приказал достать с него всё, что представлялось возможным. Согласно полученным с «Саутернера» сообщениям, состояние корабля было тяжёлым: под водой находилось большое количество багажа и около половины почты, спасти всё это не представлялось возможным.
«Репаблик» забрал остававшихся на острове 12 декабря. На тот момент уже под водой находился мидель-шпангоут пострадавшего корабля. Позже с корабля было спасено около 24 мешков с почтой: на остров был отправлен почтовый служащий Ф. К. Хендерсон. Хендерсон пообещал заплатить одному из матросов «Уинфилда» 10 долларов за каждый спасённый мешок. Все извлечённые из воды письма пришлось просушивать над огнём при помощи рам с сетками в почтовом отделении. Также получилось спасти с парохода корабельную мебель и часть машинного оборудования. Согласно Alta California, достали «значительную часть почты и багажа».